# Поползень-крошка
Поползень-крошка (лат. Sitta pygmaea) — небольшая североамериканская певчая птица из семейства поползневых.

## Описание
Поползень-крошка длиной 10 см и весом 10 г. Оперение голубовато-серое на верхней стороне, на нижней стороне белёсое, макушка серая, на затылке белёсое пятно.

## Распространение
Область распространения простирается от юга Британской Колумбии через запад США до центральной Мексики. Поползень-крошка обитает обычно в хвойных лесах.

## Поведение
Поползень-крошка ищет в ветвях деревьев насекомых и семена. Он реже чем более крупные виды поползней лазает по стволам деревьев. Это очень общительная птица. До и после периода гнездования она перелетает большими стаями с места на место. На деревьях, где ночевали птицы, было насчитано более 100 птиц.

## Размножение
Поползень-крошка гнездится в пустотах погибших хвойных деревьев, которые он набивает мягким материалом. Самка откладывает от 4 до 9 белых яиц с красно-коричневыми крапинами.
Самка принимает большее участие в высиживании. Через 16 дней появляется выводок, который покидают гнездо через 22 дня. Случается, что другие птицы помогают гнездящейся паре в высиживании кладки.